# Mario Maldonado
Mario Óscar Maldonado Ceballos (Iquique, Chile, 14 de diciembre de 1949) es un exfutbolista y entrenador chileno. Fue jugador de Universidad Católica en Chile.

## Clubes

### Como futbolista
| Club                 | País   | Año       |
| -------------------- | ------ | --------- |
| Universidad Católica | Chile  | 1970-1972 |
| Unión Española       | Chile  | 1973-1975 |
| Tecos de la UAG      | México | 1977-1979 |
| Coyotes Neza         | México | 1979-1985 |

### Como entrenador
| Club                        | País   | Año       |
| --------------------------- | ------ | --------- |
| Cachorros Neza              | México | 1986      |
| Club Deportivo Irapuato     | México | 1987-1989 |
| Tecos de la UAG             | México | 1989-1991 |
| Deportes Iquique            | Chile  | 1994      |
| Gallos Blancos de Querétaro | México | 1994-1995 |
| Tecomán F.C.                | México | 1995-1997 |